# Gare d'Albany–Rensselaer
Pour la gare de la ville de Rensselaer dans l'Indiana, voir gare de Rensselaer (Indiana).
La gare d'Albany–Rensselaer (ou Albany–Rensselaer (Amtrak station)) est une gare ferroviaire des États-Unis située à Rensselaer de l'autre côté du fleuve Hudson face à Albany dans l'État de New York. Elle est desservie par plusieurs lignes d'Amtrak.

## Histoire
Elle est mise en service en 2002.

## Service des voyageurs

### Desserte
Elle est desservie par des liaisons longue-distance Amtrak :
- L'Adirondack: Montreal - New York
- L'Empire Service: Niagara Falls (NY) - New York
- L'Ethan Allen Express: Rutland - New York
- Le Lake Shore Limited: Chicago - Boston/New York
- Le Maple Leaf: Toronto - New York